# The Undertones
The Undertones fue una banda británica de punk rock formada en Derry en 1975.

## Trayectoria
Se inspiraron en Buzzcocks, Sex Pistols, y los Ramones. Comenzaron a tocar versiones de canciones punk rock con el nombre de The Hot Rods. Como ya existía otro grupo con un nombre casi igual, Eddie and the Hot Rods, lo cambiaron por The Undertones. La banda publicó sus primeros trabajos en 1977, coincidiendo con el inicio del punk en la vecina isla de Gran Bretaña, aunque su material, menos estridente y clasificado como pop punk, estaba a medio camino de The Ramones y el rock de los años 1960. Su primer sencillo, la pegadiza canción «Teenage Kicks», tuvo un éxito remarcable. El descenso de las ventas y las tensiones dentro de la banda llevó a su división en 1983. En 1985 los hermanos John y Damian O'Neill formaron That Petrol Emotion con Raymond Gorman.

## Reunión
En 1999, el cantante Paul McLoone reunió a los músicos de la banda, que no tocaban desde 1983. A lo largo de los años siguientes actuaron varias veces, y, en 2003, registraron un nuevo álbum: Get What You Need. Actualmente la banda sigue tocando ocasionalmente, con McLoone a la voz. También le hicieron un documental en 2004 llamado The Undertones: Teenage Kicks. Su último álbum de estudio, Dig Yourself Deep, fue lanzado el 15 de octubre de 2007. 

## Discografía

### Álbumes de estudio
- The Undertones (1979)
- Hypnotised (1980)
- Positive Touch (1981)
- The Sin Of Pride (1983)
- Dig Yourself Deep (2007)